# Botsvania
Botsvania – wymarły rodzaj błonkówek z rodziny skrócieniowatych. Obejmuje tylko jeden opisany gatunek, B. cretacea. Żył w późnej kredzie.

## Taksonomia
Rodzaj i gatunek typowy opisane zostały po raz pierwszy w 2007 roku przez Aleksandra Rasnicyna i Denisa Brothersa na łamach „African Invertebrates”. Opisu dokonano na podstawie pojedynczej, datowanej na turon w kredzie skamieniałości, odnalezionej w Orapie na terenie Botswany. Nazwa rodzajowa nawiązuje do lokalizacji typowej, a epitet gatunkowy do okresu.

## Morfologia
Błonkówka o ciele długości 4,2 mm. Głowa zaopatrzona była w duże i wydłużone oczy złożone o prawie prostych krawędziach wewnętrznych i wypukłych zewnętrznych, duże przyoczka oraz osadzone przy dolnych krawędziach oczu, długością równe mezosomie i metasomie razem wziętych czułki zbudowane z 3,5 raza dłuższego niż szerszego trzonka, półtorakrotnie dłuższej niż szerokiej nóżki i 13- lub 14-członowego biczyka osiągającego największą szerokość pośrodku. Przedplecze miało prostą krawędź przednią i głęboko wykrojoną krawędź tylną. Śródplecze cechowało się trójkątną, wygraniczoną przez notauli przedtarczką i trójkątną, niemal symetryczną do niej tarczką. Krótkie zaplecze miało wstęgowatą formę. Skrzydło przednie osiągało 2 mm długości i widniała na nim dość mała pterostygma o niemal równoległych bokach. Jego użyłkowanie cechowało się znacznie wyżej niż u innych mezozoicznych skrócieniowatych położoną nasadą żyłki Rs+M, równoległym przebiegiem żyłek Rs+M i Cu, żyłką 2r-rs dłuższą niż odcinek Rs między nią a Rs+M, żyłką medialną łączącą się z 1m-cu niedaleko za miejscem oddzielenia od Rs+M czy żyłką kubitalną zakrzywioną tuż przed 1m-cu. Pozatułów miał zarys o gładko zaokrąglonych bokach. Dość krótki i szeroki pomostek miał prawie walcowatą formę, zaś pozostała część metasomy była szeroko-wrzecionowata. Pokładełko nieco podginało się ku górze i nie wykraczało poza szczyt metasomy.

## Paleoekologia
Owad ten występował w klimacie umiarkowanym z zachowaną zmiennością pór roku. Zamieszkiwany przez niego rejon leżał w kredzie późnej dalej na południe, co sprzyjało podtrzymaniu umiarkowanego klimatu. Środowiskiem tego owada były wilgotne lasy o dużych opadach, nieodległe od wód, acz okresowo trawione przez pożary. Siedlisko to cechowało się dużą różnorodnością flory i entomofauny. Rosły tu paprotniki, miłorzębowce z rodzaju Ephedripites oraz liczne okrytonasienne, w tym z takich grup jak radziliszkowate, wawrzynowate, oczarowate, ukęślowe i skalnicowce. Spośród owadów rozpoznano w skamieniałościach z Orapy większość ich współczesnych rzędów, w tym ważki, prostoskrzydłe, skorki, karaczany, pluskwiaki, chrząszcze, sieciarki, błonkówki i muchówki.